# إريك هويت
إريك هويت (بالإنجليزية: Erich Hoyt)‏ هو عالم الأحياء البحرية أمريكي، ولد في 28 سبتمبر 1950.

## وصلات خارجية
- إريك هويت على موقع IMDb (الإنجليزية)